# 中国驻西班牙大使馆
中华人民共和国驻西班牙王国大使馆（西班牙語：Embajador de la República Popular China en el Reino de España），简称中国驻西班牙大使馆，是中华人民共和国设于西班牙王国的最高级别外交代表机构。中国最早於清朝起向马德里派驻外交代表。

## 机构设置
中国驻西班牙大使馆设置下列机构：
- 政治新闻处
- 武官处
- 办公室
- 领事侨务处
- 经济商务处
- 文化处
- 科技组
- 教育组

### 总领事馆
中华人民共和国在西班牙还设有驻巴塞罗那总领事馆。